# Список вулканів Тихого океану
Далі представлений перелік діючих і згаслих вулканів Тихого океану .

## Список
| Назва                                     | Висота | Висота | Місцезнаходження                                              | Останнє виверження        |
| Назва                                     | метри  | фути   | Координати                                                    | Останнє виверження        |
| ----------------------------------------- | ------ | ------ | ------------------------------------------------------------- | ------------------------- |
| Боуї (підводна гора)                      | -24    | -79    | 53°18′ пн. ш. 135°38′ зх. д. / 53.3° пн. ш. 135.63° зх. д.    | 18 000 років до нашої ери |
| Адамс (підводний вулкан)                  | -59    | -194   | 25°22′ пд. ш. 129°16′ зх. д. / 25.37° пд. ш. 129.27° зх. д.   | 50 р. до н.е              |
| Аксіал (підводний вулкан)                 | -1410  | 4626   | 45°57′ пн. ш. 130°00′ зх. д. / 45.95° пн. ш. 130.00° зх. д.   | 1998                      |
| Баунті (підводний вулкан)                 | -450   |        | 25°11′ пд. ш. 129°23′ зх. д. / 25.183° пд. ш. 129.383° зх. д. |                           |
| Розщелинний сегмент                       | -2140  | -7021  | 44°50′ пн. ш. 130°18′ зх. д. / 44.83° пн. ш. 130.30° зх. д.   | 1986                      |
| Коаксіальний сегмент                      | -2400  | -7874  | 46°31′ пн. ш. 129°35′ зх. д. / 46.52° пн. ш. 129.58° зх. д.   | 1993                      |
| Підводні гори фундаменту                  |        |        |                                                               |                           |
| Гавайський ланцюг підводних гір Імператор |        |        |                                                               | 2015                      |
| Камаеуаканалоа (Лойхі, підводна гора)     |        |        |                                                               |                           |
| Масив Таму                                | -2000  | -6500  | 33° пн. ш. 158° сх. д. / 33° пн. ш. 158° сх. д.               | 144,6 ± 0,8 млн років     |